# 多布里克
48°0′44″N 23°54′12″E / 48.01222°N 23.90333°E
多布里克（烏克蘭語：Добрік），是烏克蘭的村落，位於該國西部外喀爾巴阡州，由拉希夫區負責管轄，面積0.79平方公里，海拔高度324米，2001年人口1,106，人口密度每平方公里1,400人。